# Muzeum Klasztorne oo. Cystersów w Szczyrzycu

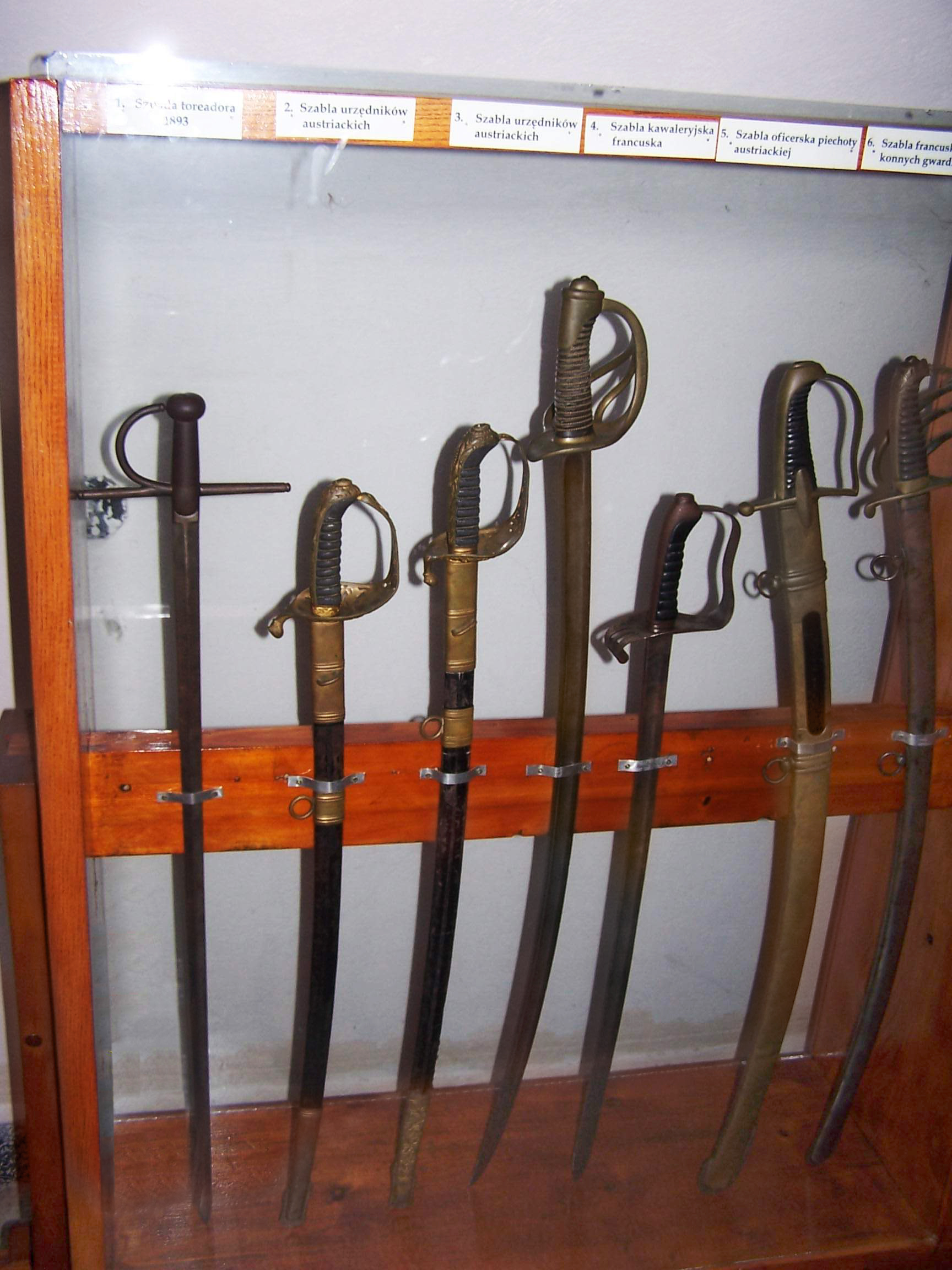
Kolekcja szabel

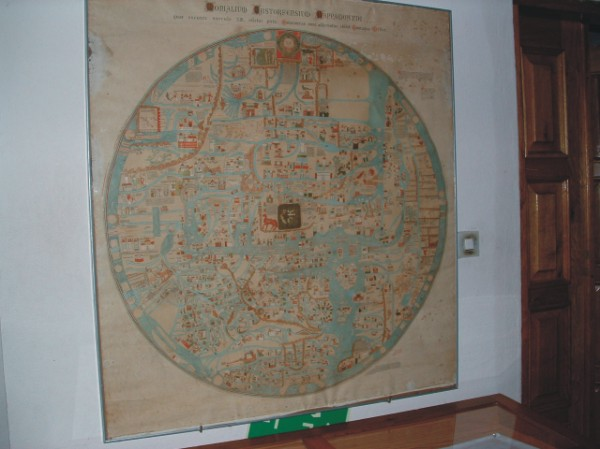
Kopia mapy z Ebstorf

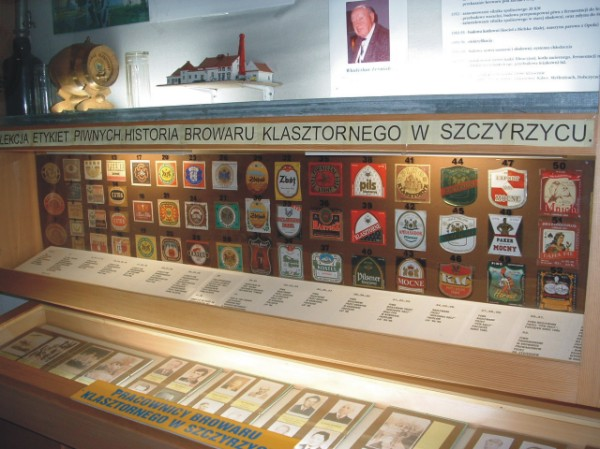
Etykiety piwa z browaru szczyrzyckiego

Muzeum Klasztorne oo. Cystersów w Szczyrzycu – placówka muzealna, założona w 1954 przez ojców Cystersów, wchodząca w skład zespołu klasztornego Cystersów w Szczyrzycu.

## Historia
Inicjatorem utworzenia muzeum był ojciec Stanisław Kiełtyka – opat klasztoru. Chciał on w ten sposób ocalić przed zniszczeniem i zapomnieniem przechowywane w klasztorze zabytki sztuki sakralnej.
Pierwotnie zbiory (podzielone na część militarną i sakralną) eksponowane były w klasztornym przeoracie. Dopiero w 1984 przeniesiono je do całkowicie przebudowanego spichlerza, w którym oglądać je można obecnie.
Kustoszem muzeum był ojciec Henryk Jędrzejewski.

## Ekspozycja

### Sala górna
Przechowywany jest tu najcenniejszy eksponat Muzeum oo. Cystersów – XIX-wieczna kopia mapy z Ebstorf, jest to jedyny egzemplarz w Polsce.
Wśród pozostałych zbiorów w tej sali można zobaczyć m.in.
- numizmaty od czasów Władysława Jagiełły do roku 1918
- buzdygany
- XIX-wieczną litografię przedstawiającą postacie historyczne od Piasta do hetmana Żółkiewskiego
- bogatą kolekcję broni i elementów uzbrojenia
- pięknie zdobione wazy japońskie
- zbiór minerałów, skał, rud metali
- ząb mamuta

### Sala środkowa
Zgromadzono tu kolekcję zabytków sztuki sakralnej, wśród których najciekawsze to:
- XVI wieczna figura Matki Bożej
- „Psałterz Dawida” z XVIII wieku
- starodruk poezji Jana Kochanowskiego,
- ornaty i dalmatyki z XVII i XVIII wieku
- fragmenty wyposażenia cerkwi prawosławnych
- kolekcja medali

### Sala dolna
Znajduje się tu malowana na szkle ilustracja legendy o założeniu opactwa Cystersów w Szczyrzycu i o Diablim Kamieniu. Obok wyeksponowano stroje szczyrzyckie.
Osobną częścią ekspozycji jest dokumentacja historii browaru w Szczyrzycu, której częścią jest bogata kolekcja etykiet piwa szczyrzyckiego, zgromadzona z darów prywatnych kolekcjonerów.
W sali tej znajduje się również kolekcja pamiątek związanych z osobą Władysława Orkana, który był absolwentem Szkoły Ludowej, prowadzonej przez Cystersów.
Kolekcję muzealną uzupełniają zegary, naczynia liturgiczne oraz stare narzędzia rolnicze.